# Nadia Fadil
Nadia Fadil, née à Borgerhout le 28 décembre 1978, est une sociologue, anthropologue, autrice et faiseuse d'opinion belge. Elle est chargée de cours au département d'anthropologie de l'Université catholique de Louvain (KU Leuven) et mène des recherches sur le multiculturalisme, l'ethnicité et la race, la religion et l'islam.

## Biographie
Nadia Fadil est née le 28 décembre 1978 de parents marocains. Son père est ouvrier à l'usine Opel et sa mère femme de ménage,. Elle étudie d'abord la sociologie puis l'anthropologie à la KU Leuven et y obtient en 2008 un doctorat en sciences sociales avec une thèse intitulée Submitting to God, submitting to the Self. Secular and religious trajectories of second generation Maghrebi in Belgium. Elle est ensuite chargée de cours au département d'anthropologie de cette université.
Ses recherches portent sur le racisme, l'interculturalité et la religion. Elle publie aussi sur la subjectivité et le pouvoir, le post-colonialisme et la sécularisation. Reconnue comme une experte dans ces domaines, elle est fréquemment invitée à participer à des débats ou sollicitée pour des entretiens,,,. Elle publie aussi des articles d'opinion dans des médias comme De Morgen, De Standaard ou ProMO.
Elle décrit le racisme comme un phénomène invisible, difficile à expliquer à quelqu'un qui ne l'a jamais vécu et le compare au sexisme dont l'ampleur est encore méconnue par beaucoup. Le racisme aujourd'hui est inscrit dans les structures. Elle souligne la nécessité de mesures positives pour lutter contre le désavantage de certains groupes dans l'éducation, au travail et dans le logement et souhaite plus de diversité, y compris dans les médias.
Depuis 2021, elle participe au programme de recherche interdisciplinaire Deradicalizing the city qu'elle a contribué à mettre sur pied et dirige notamment un cycle de 3 études sur les outils belges de lutte contre la radicalisation,. Avec le chercheur Martijn de Koning, elle remet en cause la politique de déradicalisation belge et estime que, pour être efficace, celle-ci doit s'accompagner d'une lutte contre les discriminations,. Avec la chercheuse Silke Jaminé elle établit une cartographie de quelque 107 projets subventionnés de façon désorganisée et confuse, ce qu'elles décrivent comme l'"industrie de la déradicalisation". Elles appellent à un soutien plus structuré à des associations qui sont dans une relation de confiance avec les communautés locales et les familles vulnérables ainsi qu'un contrôle de qualité de ces initiatives. En 2022, la KUL publie également les résultats d'une recherche supervisée par Nadia Fadil sur les conséquences pour les individus d'être inscrits dans une base de données de personnes radicalisées, sans jamais avoir fait l'objet d'une enquête judiciaire.    

## Distinction
En 2014, elle figure dans le top 10 des 25 personnalités d'origine immigrée les plus influentes de Belgique, publiée par le magazine Knack,.

## Publications (sélection)
- (nl) Meryem Kanmaz, Karel Arnaut, Nadia Fadil, Sarah de Mul, Karel Arnaut, Meryem Kanmaz, Sarah Bracke, Bambi Ceuppens,, Een Leeuw In Een Kooi. De Grenzen Van Het Multiculturele Vlaanderen, Anvers, Meulenhoff/Manteau, 2009 (ISBN 9789085421894, lire en ligne), p. 231
- (en) Elleke Boehmer (dir.), The Postcolonial Low Countries: Literature, Colonialism, and Multiculturalism, Lexington Books, 2012, 266 p. (ISBN 978-0739164280)
- (en) Christiane Timmerman (dir.), Nadia Fadil (dir.), Idesbald Goddeeris (dir.), Noel Clycq (dir.) et Karim Ettourki, Moroccan migration in Belgium : More than 50 years of settlement, Presses universitaires de Louvain, 2017
- (nl) Nadia Fadil, Tegen radicalisering: pleidooi voor een postkoloniaal Europa, VUB Press, 2017 (ISBN 9057186233)
- Nadia Fadil, « De la religion aux traditions. Quelques réflexions sur l’œuvre de Talal Asad », Archives de sciences sociales des religions 2017/4, no 4,‎ 2017 (lire en ligne)
- (nl) Nadia Fadil (dir.), Jean-Michel Lafleur (dir.) et Abdeslam Marfouk (dir.), Migratie in België in 21 vragen en antwoorden, Presses universitaires de Louvain, 2018, 148 p. (ISBN 9789462701489)
- (en) Francesco Ragazzi (dir.), Martijn de Koning (dir.) et Nadia Fadil (dir., autrice), Radicalization in Belgium and the Netherlands: Critical Perspectives on Violence and Security, Tauris, 2019 (ISBN 978-0755641239, présentation en ligne)
- Silke Jaminé et Nadia Fadil, Entre prévention et sécurité. Les politiques de lutte contre la radicalisation en Belgique, Université de Louvain, Faculté des sciences sociales, 2019 (ISBN 978-9071047206, lire en ligne [PDF])
- (en) Monique Scheer (dir.), Nadia Fadil (dir.) et Birgitte Schepelern Johansen (dir.), Secular Bodies, Affects and Emotions: European Configurations, Bloomsbury Academic, 2019, 272 p. (ISBN 978-1350065222, lire en ligne)
- Nadia Fadil, « Brass’Art à Molenbeek : laboratoire urbain du « faire-ensemble » [ », Brussels Studies,‎ 25 novembre 2019 (lire en ligne)
- Nadia Fadil et Marco Martiniello, « Racisme et antiracisme en Belgique », Fédéralisme Régionalisme, vol. 20 : Trente ans de dynamiques fédérales et régionales,‎ 2020
- (nl) Nadia Fadil, Arthemis Snijders et Kaoutar Boustani, Tussen Grondrechten en Surveillantie : De neveneffecten van de strijd tegen radicalisering op Belgische moslims, Université de Louvain, Faculté des sciences sociales, s.d. (ISBN 978-9071047237)
- Lore Janssens, Nadia Fadil et Maryam Kolly, Entre discrétion et partage d'information: Les négociations du secret professionnel et le partage d'information dans la lutte contre la radicalisation violente, Université de Louvain, Faculté des sciences sociales, 2022 (ISBN 978-9071047220, lire en ligne [PDF])